# کارجینه
کارجینه (به ایتالیایی: Careggine) یک کومونه در ایتالیا است که در استان لوکا واقع شده‌است.

## خصوصیات
کارجینه ۲۴ کیلومترمربع مساحت و ۶۴۲ نفر جمعیت دارد و ۸۸۲ متر بالاتر از سطح دریا واقع شده‌است.